# Infrastruktura transportu lądowego
Infrastruktura transportu lądowego – jest najważniejszym rodzajem infrastruktury technicznej każdego państwa. Stanowi podstawę funkcjonowania przedsiębiorstw transportowych, a także transportu wykonywanego na użytek własny (w tym motoryzacji indywidualnej). Z definicji powinna mieć charakter publiczny (dostępna dla różnych użytkowników). Składa się na nią zbiór budowli, budynków i innych trwale zlokalizowanych obiektów technicznych wraz ze strukturami zarządzającymi nimi, stanowiący platformę warunkującą lub ułatwiającą poruszanie się środków przewozowych w systemie transportowym.
Szczegółowy zestaw składników infrastruktury transportu lądowego został określony w rozporządzeniu Komisji (EWG) nr 2598/70 z dnia 18 grudnia 1970 r. określającym pozycje, które należy uwzględnić pod poszczególnymi nazwami w planach kont, stanowiące załącznik I do rozporządzenia Rady (EWG) nr 1108/70 z dnia 4 czerwca 1970 r. (Dz. Urz. UE L 278 z 23.12.1970, s. 1, z późn. zm.; Dz. Urz. UE Polskie wydanie specjalne, rozdz. 7, t. 1, s. 54, z późn. zm.) i obejmuje dla przykładu takie elementy, jak:
- transport kolejowy: powierzchnia gruntów zajętych pod torowiska, tory i podłoże kolejowe, konstrukcje budowlane (mosty, przepusty, wiadukty, tunele i inne), przejazdy kolejowo-drogowe, nadbudowy, drogi dojazdowe dla pasażerów i towarów, urządzenia zabezpieczające, sygnalizacyjne i łącznościowe na otwartych torach, w stacjach i stacjach rozrządowych, urządzenia świetlne do celów ruchu kolejowego i bezpieczeństwa, urządzenia do przetwarzania i doprowadzenia energii elektrycznej do holowania pociągów, budynki wykorzystywane przez dział infrastruktury;
- transport drogowy: grunt zajęty pod drogi, elementy budowlane stworzone pod drogi przed ułożeniem nawierzchni (wykopy, nasypy, odpływy itd.), nawierzchnia główna drogi i pomocnicza, pasy zieleni, kanały ściekowe i inne urządzenia odwadniające, twarde pobocza i inne miejsca do nagłych postojów, zatoczki i parkingi na otwartej drodze, miejsca do parkowania na obszarach zabudowanych na gruncie publicznym, roślinność i architektura zieleni, urządzenia zabezpieczające, konstrukcje budowlane (mosty, przepusty, wiadukty, tunele i inne), przejazdy kolejowo-drogowe, znaki drogowe i urządzenia sygnalizacyjne i łącznościowe, urządzenia świetlne, urządzenia do poboru opłat, parkometry, budynki wykorzystywane przez dział infrastruktury;
- transport wodny śródlądowy: grunt zajęty pod drogi i zbiorniki wodne, kanały, baseny i osłony kanałów, podwaliny, falochrony, wały brzegowe, drogi holowania i drogi dojazdowe, urządzenia regulowania poziomu wód, budowle do kontroli wód, zapory wodne i budowle piętrzące, śluzy nawigacyjne, przystanie ze sprzętem cumowniczym, przenośne mosty, urządzenia do oznakowania kanałów, sygnalizacji, bezpieczeństwa, łączności i oświetlenia, urządzenia do kontroli ruchu, urządzenia do poboru opłat, budynki wykorzystywane przez dział infrastruktury.